# Metapsyllaephagus theodosicus
Metapsyllaephagus theodosicus är en stekelart som beskrevs av Trjapitzin 1982. Metapsyllaephagus theodosicus ingår i släktet Metapsyllaephagus och familjen sköldlussteklar.
Artens utbredningsområde är Ukraina. Inga underarter finns listade i Catalogue of Life.